# Otto Bogislaff von Kleist

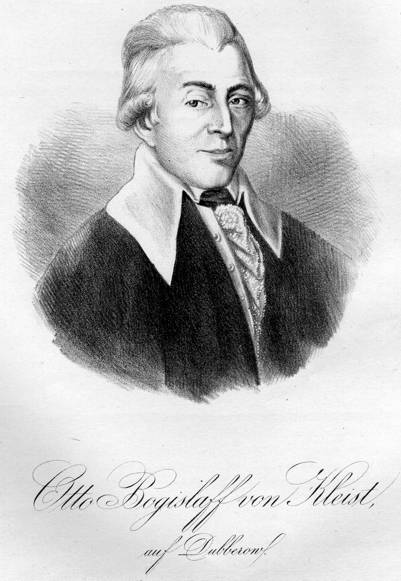
Landrat Otto Bogislaff von Kleist

Otto Bogislaff von Kleist (* 15. Dezember 1744 in Wendisch Karstnitz; † 28. September 1818) war preußischer Major und pommerscher Landrat.

## Leben

### Herkunft
Er war ein Angehöriger der hinterpommerschen Adelsfamilie von Kleist und Sohn des Peter Georg von Kleist (1677–1765), kaiserlicher Hauptmann und Erbherr auf Egsow und Wendisch Karstnitz, und der Hedwig Ernestine von Boehn aus dem Hause Kulsow (1712–1761).

### Werdegang
Kleist trat im Alter von 14 Jahren ins Kadettenkorps der Preußischen Armee ein und nahm am Siebenjährigen Krieg, insbesondere den Schlachten bei Kay und Kunersdorf, teil und wurde am 12. Januar 1761 Fähnrich beim Infanterieregiment „von Lindstedt“. Am 28. November 1763 wurde er zum I. Bataillon der Garde nach Potsdam versetzt. Dort avancierte er am 13. März 1768 zum Sekondeleutnant, am 7. April 1776 zum Premierleutnant. 1778/79 nahm Kleist am Bayerischen Erbfolgekrieg teil. Gesundheitsbedingt dimittierte er am 13. Oktober 1781 als Major und beantragte 1786 Versorgung.

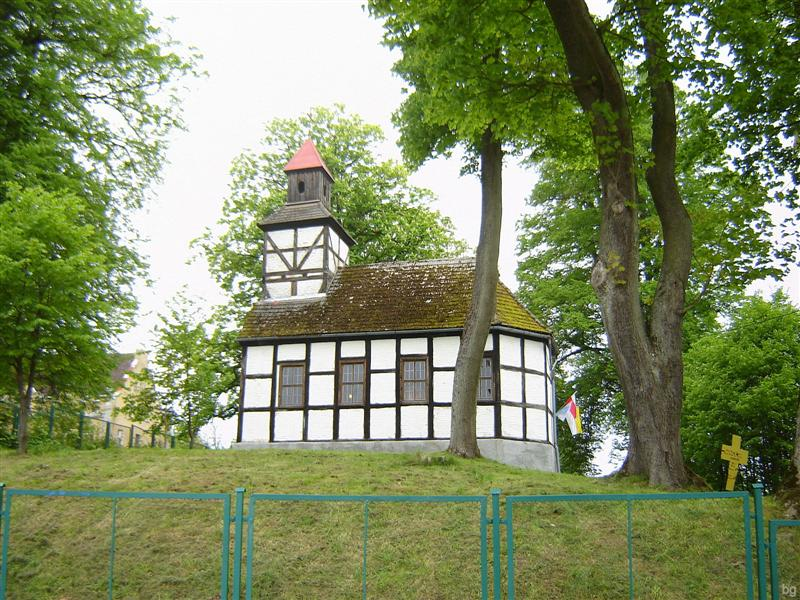
Die 1792/93 im Auftrag von Otto Bogislaff v. Kleist erbaute Kapelle (2011)

Kleist konnte über die Jahre einigen Güterbesitz in seiner Hand vereinigen. So wurde er am 16. Januar 1765 erstmals belehnt. Am 24. August 1779 fielen ihm Anteile zu Vilgelow und Reblin des erledigten Lehens von Kammerpräsident Nikolaus Bertram von Below zu. Ebenfalls durch Lehnsfolge und Erbvergleich kam er am 6. April 1782 in den Besitz von Klein und Groß Dubberow. Die Lehnsnachfolge an Muttrin und Döbel konnte er hingegen nicht durchsetzten. Augenscheinlich konnte er jedoch Groß Quesdow erwerben. Am 5. März 1788 erwarb er die ehemals Podewilsschen Güter Battin und Krampe mit dem Vorwerk Carlsruhe.
1779 trat Kleist einer Freimaurerloge bei. Im Frühjahr 1787 wurde er von den Ständen zum Landrat des Kreises Belgard-Polzin gewählt. Sein großes Examen machte er am 28. Mai desselben Jahres bei Minister Joachim Christian von Blumenthal. In der Stellung als Landrat blieb er bis 1806. Bei der Verrichtung der Dienstgeschäfte galt er 1798 als vorzüglich akkurat mit Liebe zur Ordnung und Rechtschaffenheit. Von 1791 bis 1793 ließ Kleist in Klein Dubberow eine Kapelle errichten, die auch als Familienbegräbnis dienen sollte.
1793 erstritt sich Kleist auch das Gut Zuchow, musste es aber 1797 zu wenigstens 1/4 an näherverwandte Lehnserben seiner Familie abgeben. Dafür erwarb er am 27. Dezember 1797 Damen (b) mit dem Vorwerk Nemmerin und im März 1798 dazu noch Damen (c) mit den Höfen Rauden, Hohenhausen und Kaltenhagen. 1800 veräußerte er Groß Dubberow, erwarb aber am 28. Januar 1802 das Lehngut Arnhausen mit dem Vorwerk Friedrichberg.

### Familie
Am 17. April 1786 heiratete er Antoinette Josephine von Podewils (* 1757; † 13. Juni 1834), Tochter des preußischen Generalmajors und Chefs des Kürassierregiment Nr. 9 Friedrich Wilhelm von Podewils (* 1723; † 11. September 1784) und der Eleonore Antonie Josepha Karoline von Woisky († vor 5. März 1788). Aus der Ehe gingen zwei Söhne und zwei Töchter hervor:
- Friedrich Wilhelm Otto (* 20. Mai 1789; † 16. Mai 1855), Erbherr auf Groß und Klein Dubberow ⚭ 13. Oktober 1808 Clara Juliane Amalie von Versen (* 30. November 1788; † 4. November 1861)
- Carl August Bogislaff (* 15. September 1790; † 21. Januar 1860), preußischer Rittmeister, Erbherr auf Damen ⚭ 27. Juni 1817 Franziska Josephine Magdalena Amalie von Pranghe († 29. April 1848)
- Ottilie Antonie Elisabeth Friderike (* 11. Januar 1791; † 11. Februar 1863) ⚭ 10. Januar 1810 Heinrich Eduard Erdmann von Kleist (* 6. April 1789; † 26. Februar 1856), Erbherr auf Wendisch Tychow
- Auguste Antoinette Juliane (* 9. Januar 1794; † 2. April 1825) ⚭ 30. Oktober 1810 Ernst Wilhelm von Mellenthin, preußischer Major